# 奧爾門峰
46°27′13.4″N 8°3′8.2″E / 46.453722°N 8.052278°E

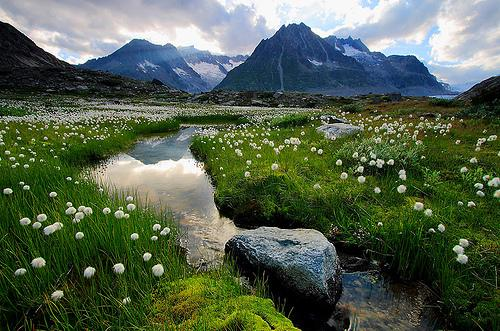

奧爾門峰（德語：Olmenhorn）是瑞士瓦萊州的山峰，位於該國南部，屬於伯尔尼山的一部分，海拔高度3,314米，每年平均降雨量2,221毫米。

## 外部連結
- Olmenhorn on Hikr （页面存档备份，存于）